# Střední mozek

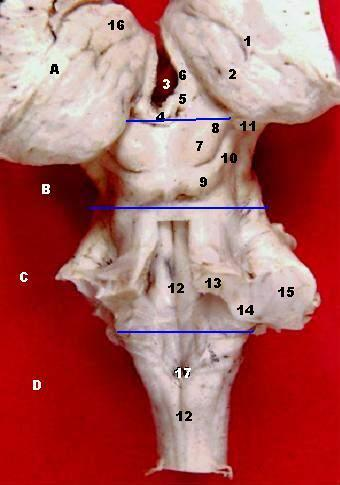
Topografie zadní strany mozkového kmene a thalamu.
Oddíl B - střední mozek.

Střední mozek (latinsky: mesencephalon) je oddíl centrální nervové soustavy, který umožňuje zprostředkování důležitých reflexů a procházejí jím dráhy, které vedou signály z páteřní míchy do mozečku a mozkové kůry, a také vzruchy opačným směrem z mozkové kůry a bazálních ganglií do mozečku, prodloužené a páteřní míchy.

## Anatomie
U nižších obratlovců je střední mozek nejvyšší motorickou oblastí.
U vyšších obratlovců se začíná vyvíjet lamina quadrigemina, s tím jak se zdokonaluje sluchový a zrakový systém. Colliculi superiores se spojují s vlákny tractus opticus (zraková dráha) a colliculi inferiores s vlákny lemniscus lateralis (sluchová dráha). Paralelně dochází ke vzniku okohybných nervů v nc. ruber a v nc. niger.

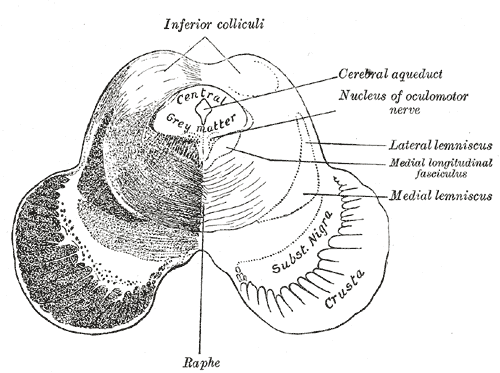
Frontální řez středním mozkem.

Na průřezu středním mozkem rozlišujeme tyto struktury:
1. Tektum (tectum) – je nejdále vzadu (dorzálně). Skládá se ze čtverhrbolí (lamina quadrigemina), tj. colliculi superiores a colliculi inferiores. Brachia kolikulů je spojují s převodními jádry mezimozku skrze corpus geniculatum laterale pro colliculi superiores a corpus geniculatum mediale pro colliculi inferiores.
2. Tegmentum – leží pod tektem a vedou tudy vzestupné i sestupné dráhy spojující vyšší oddíly mozku s nižšími a s míchou. Jsou zde uložená jádra mozkových nervů. Přední (ventrální) část tegmenta je vedle substantia nigra důležitým zdrojem dopaminergních vláken (produkce dopaminu).
3. Pedunculi cerebrales – tvoří přední (ventrální) část středního mozku. Vedou zde dráhy z mozkové kůry do mozkového kmene a míchy.

### Jádra středního mozku

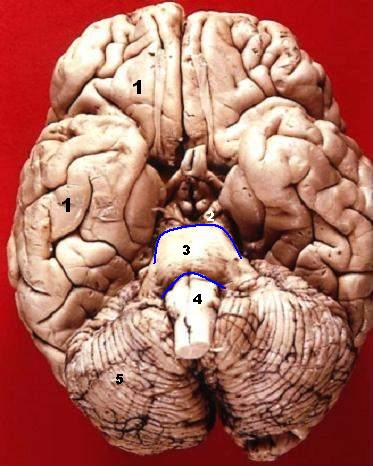
2. oddíl - střední mozek.

- Tektální jádra – zrakové colliculi superiores a sluchové colliculi inferiores.
- Tegmentální jádra – jádra III. a IV. hlavového nervu, mezencefalické jádro V. hlavového nervu, nc. intepeduncularis (jdou do něho vlákna z habenuly a uplatňuje se v čichové dráze), nc. ruber (důležitá složka v aktivačním systému mozku) a substantia nigra (hlavní zdroj dopaminergních vlivů).

### Dráhy procházející středním mozkem
- Sluchová dráha – lemniscus lateralis.
- Somatosenzorická dráha – lemniscus medialis.
- Spinothalamické a spinotektální dráhy.
- Rubrospinální dráha – kříží se v něm (decussatio Foreli).
- Tektobulbární a tektospinální dráhy – kříží se v něm (decussatio Meynerti).
- Retikulothalamická dráha

## Fyziologie

### Colliculi superiores
jsou centrem nepodmíněných zrakových reflexů, tzn. pohybů očí, hlavy nebo i celého těla vyvolaných drážděním sítnic. Sjednocují i sluchovězrakové a vestibulovizuální přicházející signály jako jsou lokalizace zvuku, polohy a těla.

### Colliculi inferiores
jsou centrem nepodmíněných sluchových reflexů, pohybů uší, hlavy nebo celého těla. Reflexy jsou vyvolány stimulací sluchového čidla. Podílejí se také na určení místa vzniku zvuku (lokalizaci zdroje).

### Lamina quadrigemina (čtverhrbolí)
je významným centrem tzv. strážného, pohotovostního reflexu (startle reflex), což je soubor složitých nepodmíněných reflexů, které se vybavují náhlými podněty působícími především na zrak a sluch. Je aktivní ve spánku (strážní funkce) a při nadprahovém sluchovém podnětu aktivuje komplex činností, které vedou k probuzení.
Oddíl středního mozku ležící nejvíce nahoře (kraniálně) je odpovědný za vybavení zornicového reflexu. Střední mozek je také důležitý při udržování vzpřímené polohy těla – tzv. vzpřimovací reflexy (dovolují obnovit normální vzpřímenou polohu těla např. po upadnutí nebo sezení).

## Patologie
Poškození jader okohybných nervů způsobí obrnu příslušného okohybného svalu.
Poškození tegmentálních jader (nc. ruber, substantia nigra) a retikulární formace má za následek poruchy mimovolních pohybů a svalového napětí.
Při přerušení pedunkulu koncového mozku se objeví příznaky spastické obrny.